# Luis Gasca Burges
Luis María Francisco Gasca Burges (Sant Sebastià, 17 de setembre de 1933 – Sant Sebastià, 6 de juliol de 2021) fou un editor estudiós espanyol del còmic i el cinema, que va dirigir el Festival de Cinema de Sant Sebastià. Pertany, amb Antonio Lara i Antonio Martín, a la primera generació espanyola de teòrics del còmic i la seva col·lecció, una de les majors del món, va ser adquirida pel centre cultural Koldo Mitxelena.

## Biografia
Llicenciat en Dret per la Universitat de Saragossa, va escriure llibres com Tebeo y cultura de masas (1966) i va llançar la primera revista sobre historietes d'Espanya, Cuto (1967). Formà parte del Centre d'études des Littératures d`Expression Graphique i va ser un dels fundadors del Salone Internazionale dei Comics de Bordighera (Itàlia) el 1965, al costat d'Alain Resnais, Umberto Eco, Romano Calisi, Francis Lacassin, Jacques Lob i Rino Albertarelli, que seria el germen del futur Saló de Lucca. Va arribar a ser Secretari General Adjunt de l'Associació Internacional de Crítics del Còmic i de la Federació Internacional de Centres de Recerca del Còmic.
Durant la dècada dels setanta, va col·laborar amb la revista Bang! i va dirigir les editorials Buru Lan i Pala, convertint-se així en el responsable de la reedició de clàssics del còmic estatunidenc i de revistes com "Drácula". Firmant com Sadko, va escriure per a aquesta revista dues sèries, Agar-Agar, amb dibuixos d'Alberto Solsona i Wolff, amb dibuix de Esteban Maroto. Al mateix temps, va dirigir el Festival Internacional de Cinema de Sant Sebastià.
El 1983 presentà El erotismo en el cine, una enciclopèdia sobre el cinema eròtic.
Ha comissariat més de 50 exposicions sobre cinema, còmic i cultura de la imatge, destacant les dedicades a Mickey Mouse en Angulema (1979), Tòquio (1981), Roma (1993) i Madrid (1994).
Amb Romà Gubern va publicar les monografies El discurso del cómic (1988, reeditada i ampliada en 2011), Diccionario de onomatopeyas del cómic (2008), Enciclopedia erótica del cómic (2012) i El universo fantástico del cómic (2015). També ha col·laborat amb l'historiador Asier Mensuro en la monografia La pintura en el còmic (2014).
En 2004 van començar els contactes entre el crític i la Diputació Foral de Guipúscoa, que van conduir 7 anys després a la inauguració de la Komikiak-Col·lecció Gasca Bilduma a la biblioteca del Koldo Mitxelena.

## Valoració
Un altre estudiós, Jesús Cuadrado, ha lamentat els errors presents en el seu datografía, els quals, donat el seu prestigi, s'han perpetuat en les tesines universitàries del país.

## Premis
Medalles del Cercle d'Escriptors Cinematogràfics
| Any  | Categoria     | Obra                   | Resultat  |
| ---- | ------------- | ---------------------- | --------- |
| 1969 | Millor llibre | Cine y ciencia ficción | Guanyador |